# 淮陵郡
淮陵郡，西晋时设置的郡。
元康七年（297年），析临淮郡置淮陵郡、堂邑郡，永宁元年（301年），设淮陵国，仍属徐州。以司马伷第四子司马漼为淮陵王。淮陵郡治所在淮陵县（今安徽省明光市女山湖镇邵岗境内）。永嘉之乱后，石勒废淮陵为县。